# Eurygeophilus pinguis
Eurygeophilus pinguis är en mångfotingart som först beskrevs av Henri W. Brölemann 1898.  Eurygeophilus pinguis ingår i släktet Eurygeophilus och familjen storjordkrypare. Inga underarter finns listade i Catalogue of Life.